# Wladimir Alexandrowitsch Timoschinin
Wladimir Alexandrowitsch Timoschinin (russisch Владимир Александрович Тимошинин; * 12. Juli 1970 in Moskau; † 15. August 2023) war ein russischer Wasserspringer. Er sprang im 10-m-Turm- und Synchronspringen und startete für den ZSKA Moskau. Er errang mehrere Medaillen bei Welt- und Europameisterschaften, darunter auch zwei Europameistertitel, und nahm an zwei Olympischen Spielen teil.
Timoschinins erster internationaler Wettkampf im Erwachsenenbereich waren die Olympischen Spiele 1988 in Seoul, damals noch für die Sowjetunion. Er errang vom 10-m-Turm Rang acht. Ein Jahr später gewann er bei der Europameisterschaft in Bonn mit Bronze vom Turm seine erste Medaille. Seinen ersten Titel errang Timoschinin bei der Europameisterschaft 1991 in Athen vom 10-m-Turm, 1995 konnte er diesen Erfolg in Wien wiederholen. 1994 gelang ihm mit Bronze bei der Weltmeisterschaft in Rom zudem seine einzige WM-Medaille. Timoschinin nahm 1996 in Atlanta für Russland zum zweiten Mal an Olympischen Spielen teil, im Finale vom Turm wurde er Achter. Seine letzte Medaille gelang ihm dann im 10-m-Synchronspringen. Bei der Europameisterschaft 1999 in Istanbul gewann er mit Igor Lukaschin Silber. Im Jahr darauf  beendete Timoschinin nach verpasster teaminterner Qualifikation für die Olympischen Spiele seine aktive Karriere.
Timoschinin war mit Swetlana Timoschinina verheiratet, ebenfalls eine erfolgreiche Wasserspringerin und mehrfache Europameisterin.
Wladimir Alexandrowitsch Timoschinin starb im August 2023 im Alter von 53 Jahren.